# Alexander Stein (Rabbiner)
Alexander Stein (geboren am 1. Oktober 1843 in Grombach; gestorben am 30. Januar 1914 in Karlsruhe) war Ehrenrabbiner der Jüdischen Gemeinde Worms.

## Leben
Er war der Sohn des jüdischen Händlers Nathan Stein und seiner Frau Zimmel Wacker. Der Vater verlegte 1850 sein Geschäft von Grombach nach Heilbronn, wo Alexander Stein das Gymnasium besuchte, danach in Wertheim und dann in Karlsruhe. In Karlsruhe erhielt er theologischen Unterricht bei Rabbiner Josel Altmann. 1862 machte er das Abitur.
Im Oktober 1862 immatrikulierte er sich in Breslau. Dort besuchte er auch das Jüdisch-Theologische Seminar Fraenckel’sche Stiftung. Er promovierte im Jahre 1866 in Halle an der Saale mit der Dissertation Linguae hebraicae formationes quomodo in Mischna sint excultae, quomodo vocum significationes amplificatae, verborumque copia sit aucta. Adiecto appendice: Qua ratione quibusque legibus lingua Mischna ïca aliengena quaedam sit mutuata. Im gleichen Jahr legte er in Karlsruhe das Theologische Staatsexamen ab. Er wurde ordiniert von Josel Altmann und David Geissmar aus Sinsheim.
Im September 1867 wurde er im Alter von 24 Jahren zum Rabbiner in Worms berufen. Dieses Amt übte er 43 Jahre bis zum Eintritt in den Ruhestand 1910 aus. Er machte sich um den Aufbau der Gemeinde in Worms verdient und wurde sowohl von orthodoxen als auch liberalen Juden sowie von kirchlichen und politischen Institutionen anerkannt. 1877 führte er den Reformgottesdienst mit Orgel ein.  Beim Eintritt in den Ruhestand wurde er von Großherzog Ernst Ludwig von Hessen und bei Rhein mit dem Ritterkreuz I. Klasse des Verdienstordens Philipps des Großmütigen ausgezeichnet, die Rabbinatsgemeinde ernannte ihn zum Ehrenrabbiner.
Im März 1870 heiratete er Caroline Mainzer, Tochter des Kaufmanns Maier Mainzer aus Lorsch.